# 삑삑도요
삑삑도요(영어: Green Sandpiper, 학명: Tringa ochropus)는 구대륙에 서식하는 작은 섭금류(도요새)이다. 도요목 도요과에 속한다.
삑삑도요는 트링가속(Tringa)의 고대 계통을 대표하며, 유일하게 가까운 친척은 갈색삑삑도요(T. solitaria)이다. 두 종 모두 작고 밝은 점들이 있는 갈색 날개를 가지고 있으며, 목과 가슴의 무늬가 섬세하지만 대조적이다. 또한, 두 종 모두 다른 대부분의 도요(scolopacid)와는 달리 나무에 둥지를 튼다.
트링가에서 삑삑도요가 가장 먼저 발견되는 위치를 고려할 때, 이 종과 자매속인 악티티스속(Actitis)에 속하는 깝작도요(A. hypoleucos) 사이의 잡종화 의심 사례가 보고된 것은 그리 놀라운 일이 아니다.

## 분류
삑삑도요는 1758년 스웨덴의 자연학자 칼 린네가 그의 저서 『자연의 체계(Systema Naturae)』 제10판에서 현재의 이명법인 트링가 오크로푸스(Tringa ochropus)로 공식적으로 기재했다. 속명 트링가(Tringa)는 1599년 알드로반두스가 녹색도요에 붙인 신라틴어 이름이며, 아리스토텔레스가 언급한 개똥지빠귀 크기의 흰 엉덩이에 꼬리를 흔드는 섭금류인 고대 그리스어 트룽가스(trungas)에서 유래했다. 종명인 오크로푸스(ochropus)는 고대 그리스어의 '황토'를 뜻하는 'okhros'와 '발'을 뜻하는 'pous'에서 유래했다. 이 종은 단형종으로, 아종은 알려져 있지 않다.

## 생김새
눈앞에 흰색 눈썹선이 있다. 다리는 어두운 녹색이다.

### 여름깃
몸윗면이 짙은 회갈색이고 작은 흰색 반점들이 있다. 머리에서 목까지 줄무늬가 있다.

### 겨울깃
머리에서 뒷목의 줄무늬가 없고 몸윗면의 흰색 반점들이 없어진다.

## 서식지
유라시아대륙 북부에서 번식하고 중국, 인도, 동남아시아, 아프리카, 중동 등에서 월동한다.